# یونی نیلسون
یونی نیلسون (انگلیسی: Jonny Nilsson؛ زادهٔ ۹ فوریهٔ ۱۹۴۳) اسکیت‌باز سرعت اهل سوئد بود.